# Ашимбаев, Сагат
Сагат Ашимбаев (1 мая 1947 — 26 августа 1991) — казахский советский телеведущий Казахстана, литературный критик, писатель.

## Биография
Родился 1 мая 1947 в ауле Жамбыл (ныне - Раимбекский район Алматинской области). Происходит из рода албан Старшего жуза.
В середине 1980-х годов ведущий на КазТВ популярной острой программы «Парыз бен Қарыз» — «Честь и долг».
С 1986 — зам. председателя (по ТВ) Гостелерадио Казахской ССР.
28 июня 1991 года — Председатель Государственного Комитета Казахской ССР по телевидению и радиовещанию.
Скончался 26 августа 1991 года, похоронен на Кенсайском кладбище.

## Работы
Автор 6 книг и неопубликованных дневников.
- «Сын мұраты» («Цель критики» 1974 г.),
- «Талантқа тағзым» («Облик критики» 1982 г.),
- «Парасатқа құштарлық» («Зрелость» 1985 г.)
- При жизни им подготовлена к изданию четвёртая книга «Шындыққа сүйіспеншілік» («В поисках истины»), которая увидела свет в 1993 году[3].

## Семья
- Жена — Шарбану.[4]
- Сын Даурен (1969—1993), студент истфака КазГУ;
- Сын Маулен Ашимбаев — экономист, кандидат политических наук[3], председатель Сената Парламента Республики Казахстан.
- Внуки — Айганым, Алтынай, Алима

## Дополнительно
В ауле Жамбыл Райымбекского района прошли торжественные мероприятия, посвященные 60-ти летию казахского журналиста и писателя, литературного критика и публициста, общественного и государственного деятеля Сагата Ашимбаева.
Открыли бюст Сагата Ашимбаева в школе, носящей его имя с 1993 года.